# 塔維斯托克
塔維斯托克（Tavistock）是英格蘭德文郡的一座集鎮。據2011年人口普查，塔維斯托克有人口12,280人。塔維斯托克最早見於歷史記載至少是在961年。
塔維斯托克是16世紀著名航海家、私掠船長法蘭西斯·德瑞克的出生地。

## 友好城市
- 法國 蓬蒂维